# Patterdale
Patterdale – wieś w Anglii, w Kumbrii, w dystrykcie (unitary authority) Westmorland and Furness. Leży 40 km na południe od miasta Carlisle i 385 km na północny zachód od Londynu. W 2001 miejscowość liczyła 460 mieszkańców.